# Adoption en droit romain
Pour les articles homonymes, voir Adoption (homonymie).

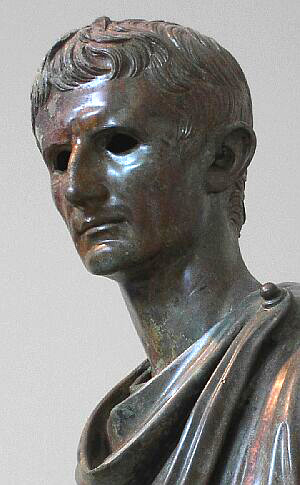
Auguste, né Gaius Octavus, dont l'adoption fut annoncée par testament de Jules César.

L'adoption en droit romain était une pratique relativement courante, en particulier chez les sénateurs. Postérieure  à la loi des Douze Tables (vers -450), elle visait alors à trouver un héritier ainsi qu'à établir des alliances entre familles, en transférant l'autorité du pater familias sur un enfant à un autre pater. Sous l'Empire romain, elle était utilisée dans l'ordre des successions, l'empereur adoptant son dauphin. L'adoption différait de l'adrogatio, une procédure plus ancienne qui concernait une personne sui iuris, c'est-à-dire ne dépendant pas d'un pater familias mais étant au contraire elle-même pater familias. Celle-ci servait principalement à trouver un héritier.
Ces deux procédures se distinguaient fortement de la procédure moderne d'adoption (on pouvait par exemple adopter quelqu'un de plus vieux que soi, adopter par testament, etc.).

## Contexte social
Si le besoin d'héritiers était très fort pour l'oligarchie, trop d'enfants coûtait cher : il fallait préparer une dot pour les filles et envoyer les fils aux cursus honorum, le coût montant en fonction du statut social. Les familles riches évitaient ainsi d'avoir plus de trois enfants (on considérait comme inhabituel les six enfants du consul Appius Claudius Pulcher). L'adoption servait ainsi aux pater familias de maisons nombreuses à donner des enfants à une autre famille dépourvue d'héritiers. Le riche Lucius Æmilius Paullus Macedonicus, vainqueur de Persée de Macédoine, donna ainsi ses deux fils aînés en adoption : l'un, qui deviendra Scipion Émilien, à la famille des Cornelii Scipiones (il fut adopté par son propre cousin, Scipion Africanus), l'autre étant adopté par Quintus Fabius Maximus Verrucosus.

## Procédure
L'adoptio concernait le transfert d'un alieni iuris, dépendant d'un pater familias, vers un autre pater familias. Comme le droit romain n'acceptait pas, à l'origine, qu'on cédât sa qualité de pater familias à un autre, celle-ci étant viagère (la puissance paternelle ne s'éteignait qu'à la mort), il passa par deux étapes : d'abord la mancipatio, par lequel le père émancipait son enfant qui devenait son mancipio; ensuite le passage devant le préteur par lequel il transférait son mancipio à l'adoptant, futur pater familias de celui-ci, grâce à la procédure de la iundicatio filii, utilisée normalement pour revendiquer un enfant comme sien. Le père originel n'opposant aucun argument contre cette reconnaissance de paternité, l'enfant était adopté par l'autre, sans que son consentement ne soit nécessaire — avec Justinien, qui simplifie la procédure, l'absence de son dissentiment deviendra nécessaire.
Le pater familias donnait en général en adoption son aîné, dont la santé et les capacités étaient prouvées. S'agissant d'un contrat coûteux pour l'adoptant, la qualité de l'adopté devait être assurée. Après être passé devant le préteur (juge), l'adopté prenait le statut de son adoptant : si l'adopté était plébéien et son adoptant patricien, il devenait patricien, et inversement. Durant la République romaine (509 à 27 av. J.-C.), ce dernier cas requérait toutefois l'accord du Sénat (cf. le cas célèbre de Publius Clodius Pulcher).
Une somme d'argent était échangée entre les parties, l'adopté prenant le nom romain de l'adoptant ainsi qu'un cognomen indiquant sa filiation originelle : l'adoption était ainsi rendue publique, et on n'exigeait pas de l'adopté qu'il rompe les liens avec sa famille d'origine. Il s'agissait plutôt d'une tactique d'alliances similaires aux mariages. L'adopté perdait tous ses droits fondés sur l'agnatio dans sa famille d'origine, mais conservait ceux basés sur la cognatio.
L'adopté pouvait à l'origine être plus vieux que l'adoptant — ce qui choquera les juristes médiévaux. Le Digeste et les Institutes (Code de Justinien) limiteront cela, en exigeant que l'adopté soit d'au moins 18 ans plus jeune que l'adoptant, selon un adage adoptio sequitur naturam. L'adoptant pouvait cependant n'être pas en condition de procréer : les eunuques et les impuissants pouvaient adopter.

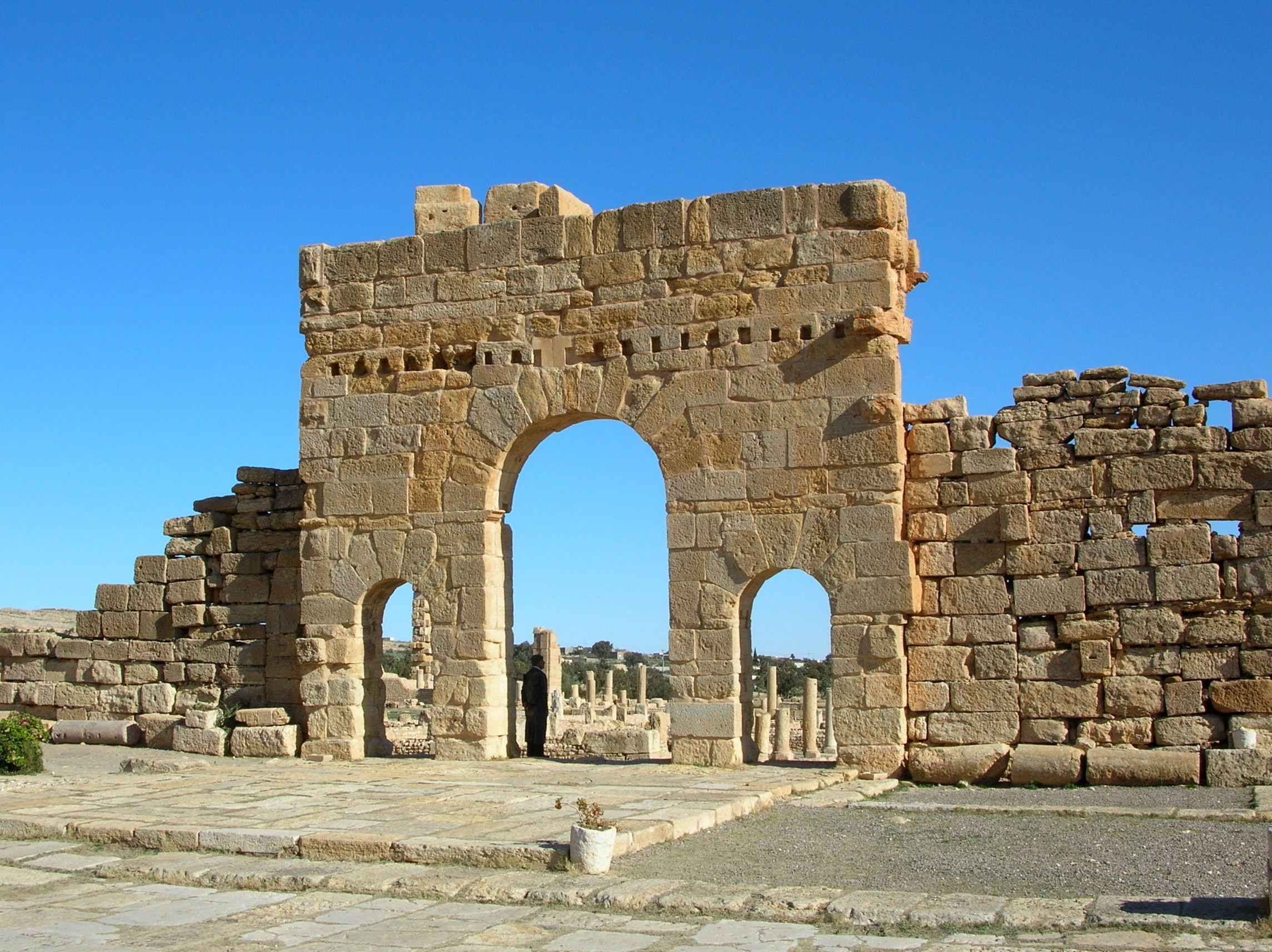
Arc d'Antonin le Pieux à Sbeïtla en Tunisie. Sous son règne, la procédure évolue fortement.

Une procédure spécifique et créée avant l'adoption elle-même, l'adrogatio, concernait l'adoption d'une personne sui iuris, c'est-à-dire qui était elle-même pater familias et qui se soumettait volontairement à cette procédure. Celle-ci visait à l'origine à donner une succession à un pater familias dénué d'héritier et aussi à l'assister dans sa vieillesse. On ne pouvait adroger plus d'une personne.
Elle se produisait, dans l'ancien droit, après une enquête du collège des pontifes, et devant les comices curiates qui devaient assentir à l'adrogatio (de rogatio, requête). Les pontifes empêchaient celle-ci notamment si le volontaire à l'adrogation était le dernier de sa lignée, en quel cas l'adrogation aurait eu pour effet d'éteindre le culte familial (detestatio sacrorum).
C'est ainsi qu'elle fut définie, de façon célèbre, par Aulu-Gelle au IIe siècle : 
« Cum in alienam familiam inque liberorum locum extranei sumuntur, aut per praetorem fit aut per populum. Quod per praetorem fit, "adoptatio" dicitur, quod per populum, "arrogatio" »
En français :
« L'acte par lequel un étranger est introduit dans une famille pour y jouir des droits d'enfant et d'héritier, se passe devant le préteur ou devant le peuple. Dans le premier cas, il s'appelle adoption ; dans le second, il se nomme adrogation. »
Gaius, également au IIe siècle, déclarait quant à lui :
«  Adoptio autem duobus modis fit, aut populi auctoritate, aut imperio magistratus, veluti praetoris. Populi auctoritate adoptamus eos qui sui iuris sunt; quae species adoptionis dicitur adrogatio, quia et is qui adoptat rogatur, id est interrogatur, an velit eum quem adoptaturus sit iustum sibi filium esse; et is qui adoptatur rogatur, an id fieri patiatur; et populus rogatur, an id fieri iubeat. Imperio magistratus adoptamus eos qui in protestate parentum sunt, sive primum gradum liberorum optineat, qualis est filius et filia, sive inferiorem, qualis est nepos neptis pronepos proneptis. »

En français :
« L'adoption a lieu de deux manières, soit par l'autorité du peuple, soit par ordre du magistrat, comme, par exemple, du préteur. Nous adoptons par l'autorité du peuple ceux qui sont leurs propres maîtres ; ce genre d'adoption est appelé arrogatio, parce qu'on demande à celui qui adopte, c'est-à-dire qu'on l'interroge, s'il désire que la personne qu'il veut adopter soit son fils légitime, on demande à celui qui est adopté s'il veut que cela se fasse, et on demande au peuple assemblé s'il ordonne que cela se fasse. Par ordre du magistrat, nous adoptons ceux qui sont sous le contrôle de leurs parents, qu'ils soient au premier degré de descendance, comme un fils ou une fille, ou qu'ils appartiennent à un degré inférieur, comme un petit-fils ou une petite-fille, un arrière-petit-fils ou une arrière-petite-fille. »
À la suite de l'adrogatio, l'adrogeant obtenait tous les droits transmissibles auparavant détenus par l'adrogé, y compris ceux tenant à son ancien statut de pater familias : les aliena iuris (femme, enfant, esclaves...) de ces derniers devenaient les agnats de l'adrogeant. Les dettes intransmissibles selon le ius privatum ne pouvaient pas être transmises à l'adrogeant, mais une actio utilis rescissa capitis deminutione (it) était toutefois admise.
Au départ, l'adrogeant ne devait avoir aucun héritier et être trop âgé pour en avoir (sous l'Empire, le seuil était fixé à 60 ans).
La réunion des comices devint progressivement une simple formalité. L'adoption devant les curies est abandonnée sous les empereurs chrétiens, tandis que depuis Dioclétien ou Constantin (IVe siècle, premier à se convertir au christianisme), l'empereur étant devenu pontifex maximus, l'adrogatio pouvait avoir lieu par l'un de ses décrets (adrogatio per rescriptum principis).
Dans la période post-classique, l'adrogation d'impubères (filles de moins de 12 ans et garçons de moins de 14 ans) fut autorisée sous le règne d'Antonin le Pieux (138-161 ap. J.-C.). D'une institution tournée au profit de l'adrogeant, l'adrogatio évolua vers davantage de protection de l'adrogé : il fallait ainsi prouver l'utilité de la procédure pour l'adrogé ; recueillir l'accord de ses tuteurs ou de ses proches parents ; le patrimoine de l'adopté passait à celui de l'adrogeant. Cependant, sous Justinien, si l’adrogeant émancipe l’adrogé sans justification, il sera condamné à lui abandonner le quart de ses propres biens, en plus de lui rendre ceux qu’il a acquis de lui au moment de l’adoption ou par la suite (Inst. Iust. 1, 11, 3).
Avec Justinien (VIe siècle), l'adrogeant n'obtient pas la pleine propriété du patrimoine de l'adrogé, mais seulement son usufruit. De plus, une femme pouvait alors adroger, sans toutefois acquérir la patria potestas.

## Succession impériale
Sous l'Empire (27-395 ap. J.-C.), l'adoption était le moyen le plus commun d'accession non-violente au trône, une tradition qui commença avec Tibère, deuxième empereur romain.
Avec Nerva (96-98) et jusqu'à Antonin le Pieux, la procédure du principato adottivo, consistant à choisir et adopter le « meilleur » successeur possible, fut instituée.